# ستيفن ديكاتور
ستيفن ديكاتور الابن (5 يناير 1779 - 22 مارس 1820) هو ضابط في البحرية الأمريكية. وُلِد على الساحل الشرقي لميريلاند في مقاطعة ووستر. كان والده ستيفن ديكاتور الأب عميدًا بحريًا في البحرية القارية أثناء حرب الاستقلال الأمريكية؛ وقد أدخل ستيفن الأصغر إلى عالم السفن والإبحار في وقت مبكر. سار ديكاتور على خطى والده بعد وقت قصير من التحاقه بالكلية وانضم إلى البحرية الأمريكية في سن التاسعة عشرة كضابط بحري.

## وصلات خارجية
- ستيفن ديكاتور على موقع الموسوعة البريطانية (الإنجليزية)
- ستيفن ديكاتور على موقع إن إن دي بي (الإنجليزية)